# Aleksandar Svitlica
Aleksandar Svitlica, född 28 maj 1982 i Prijepolje i dåvarande Jugoslavien, är en montenegrinsk tidigare handbollsspelare (högersexa). Han spelade bland annat för det svenska laget IF Guif (2004–2007), spanska BM Granollers (2007–2011) och tyska GWD Minden (2011–2018).